# Арнаут ван Леннеп
Арнаут ван Леннеп (нід. Aernout van Lennep, 23 лютого 1898 — 17 грудня 1974) — нідерландський вершник.
Срібний призер Олімпійських Ігор 1932 року в командному триборстві.